# Qurtuman
Qurtuman (tiếng Ả Rập: قرطمان, đã Latinh hoá: Kūrtūmān, tiếng Thổ Nhĩ Kỳ: Gertman) là một ngôi làng Syria nằm trong phó huyện Masyaf ở huyện Masyaf, nằm ở phía tây Hama. Theo Cục Thống kê Trung ương Syria (CBS), Qurtuman có dân số 1.467 người trong cuộc điều tra dân số năm 2004. Cư dân của nó chủ yếu là Alawites.